# Андреева (деревня)
Андреева — деревня в Юргинском районе Тюменской области России. Входит в состав Северо-Плетневского сельского поселения.

## История
Деревня названа по имени первого её поселенца, Андрея Ивановича Басова.
Первоначально братья Петр, Андрей и Иван Басовы в середине XVIII века, переехав из деревни Щетково, поселились в селе Агарак.
Впоследствии, между 1763 и 1782 г.г., Андрей Басов с семьёй поселился на этом месте, а деревню, хотя она и состояла только из одного двора, назвали Андреевой.
По данным переписи 1782 года в деревне числился один двор, в котором проживали Андрей Басов с сыновьями и их семьями в количестве 21 человек.
Согласно переписи 1834 года в деревне имелось 5 дворов, из которых в 4-х проживали Басовы, и 89 человек населения.

## География
Деревня находится в центральной части Тюменской области, в пределах юго-западной части Западно-Сибирской низменности, в подзоне южной тайги, на левом берегу ручья Малый Агарак, на расстоянии примерно 31 километра (по прямой) к северо-востоку от села Юргинского, административного центра района.

### Климат
Климат континентальный с холодной многоснежной зимой и тёплым относительно коротким летом. Продолжительность безморозного периода составляет в среднем 110 дней. Абсолютная годовая амплитуда температуры воздуха достигает 80-85 °C. Среднегодовое количество атмосферных осадков составляет 340 мм, из которых большая часть выпадает в тёплый период.

### Часовой пояс
Деревня Андреева, как и вся Тюменская область, находится в часовой зоне МСК+2. Смещение применяемого времени относительно UTC составляет +5:00.

## Население
| 2010 |
| ---- |
| 19   |

### Половой состав
По данным Всероссийской переписи населения 2010 года в половой структуре населения мужчины составляли 42,1 %, женщины — соответственно 57,9 %.

### Национальный состав
Согласно результатам переписи 2002 года, в национальной структуре населения русские составляли 89 % из 19 чел.